# 藤井亮
藤井亮（Ryo Fujii，1996年8月7日—），出生於香港的日本足球運動員，司職中場，父親是日本人及母親是韓國人，現效力菲律賓足球聯賽球會卡雅足球俱樂部。

## 早年生活
藤井亮生於香港，在他6歲時與其家人移居到美國加利福尼亞州的托倫斯，並在當地成長。其後他入讀South High School，並參加學校足球隊，在足球隊四年期間被稱為全國最頂級的中場球員之一。
直到畢業後於2011/12年球季轉會美國芝華士青年軍參加美國足球發展學院聯賽，同年隨球隊代表美國參加在曼聯主場舉行的國際青年錦標賽。
到2013/14球季加盟勁旅洛杉磯銀河的青年軍，期間美國國青隊有興趣招入他，可是因國籍問題而告吹。而其足球背景，使藤井亮獲處於美國大學生足球一級聯賽的加利福尼亞大學聖塔芭芭拉分校足球隊主教練添·施特格招募，更在其首個球季上陣19場錄得兩個助攻，讓他於球季結束後獲提名2014年大西部全新生聯盟隊。

## 球員生涯
到2013/14球季，藤井亮為洛杉磯銀河足球學院的成員，並為學院的U18梯隊上陣28場錄得5球，協助洛杉磯銀河在美國足球發展學院U18聯賽中獲得第一名。
直到2015年2月，藤井亮放棄業餘球員身份和獎學金，與洛杉磯銀河二隊簽署職業合約征戰美國足球聯賽，並展開職業球員生涯。同時洛杉磯銀河為了讓藤井繼續在加利福尼亞大學聖塔芭芭拉分校繼續他的學業，於2014年為他提供金錢資助報讀鄰近的加州州立大學多明格斯山分校，成為球會與加利福尼亞大學聖塔芭芭拉分校合作下的首名球員，而他在其首個球季上陣12場有3場正選機會。
在2018年3月1日，藤井亮與瑞典甲組聯賽球會尼雪平簽約，並在4月7日對陣布拉希利亞的聯賽，首度為尼雪平上陣，最終他協助尼雪平勝出。

## 外部連結
- LA Galaxy player profile （页面存档备份，存于）
- UC Santa Barbara player profile （页面存档备份，存于）
- 藤井亮的X（前Twitter）